# 庫盧
庫盧（法語：Koulou），是馬里的城鎮，位於該國西南部，由卡伊區的基塔省負責管轄，面積2,098平方公里，海拔高度581米，2009年人口10,416，人口密度每平方公里5.0人。